# TIG-lassen

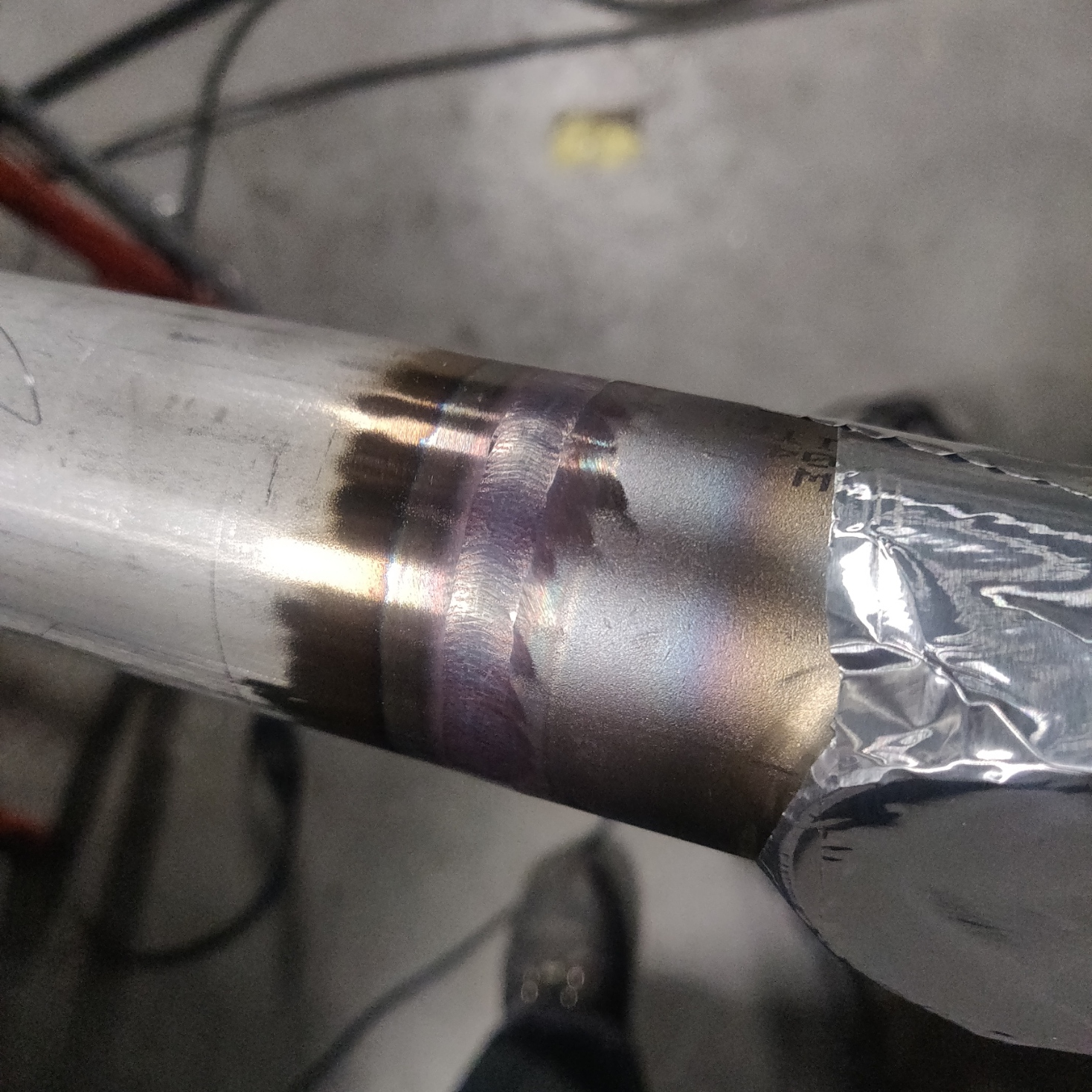
pendelende lasbeweging rvs-materiaal zonder toevoegmateriaal

TIG-lassen is een specifieke lastechniek. Het eerste deel van de naam is een afkorting en staat voor Tungsten Inert Gas en dankt zijn naam aan de Engelse naam voor wolfraam (tungsten) en het gebruik van een inert gas. Het is nauw verwant aan het plasmalassen, dat verderop in dit artikel wordt besproken.

## Kenmerken
TIG-lassen behoort tot de categorie 'elektrisch booglassen'. De techniek werkt met een niet-afsmeltende elektrode. Deze is gemaakt van wolfraam, waaraan soms kleine hoeveelheden andere stoffen zoals thorium worden toegevoegd om de kwaliteit van de lasboog te verbeteren. Lastoevoegmateriaal wordt apart, handmatig, in het smeltbad toegevoegd.
Bij dit lasproces wordt een constante stroomsterkte gebruikt (een zg. vallende of verticale stroombronkarakteristiek), in tegenstelling tot MIG/MAG-lassen of OP-lassen, waar een constante spanning wordt gebruikt (een vlakke of horizontale stroombronkarakteristiek). Er wordt een stabiele plasmaboog opgebouwd tussen elektrode en werkstuk, waarbij deze elkaar nooit aanraken. Er kan gelast worden met gelijkstroom (dan is de elektrode altijd negatief, anders zou hij smelten) of met wisselstroom.
In tegenstelling tot MAG-lassen wordt hier als beschermgas altijd een inert gas (edelgas) gebruikt, omdat andere gassen bij de zeer hoge temperaturen ontleden en reactieve stoffen geven die het materiaal aantasten.
Met TIG-lassen kan een zeer hoge laskwaliteit bereikt worden. Veel mensen beschouwen TIG-lassen als een moeilijke vorm van lassen, doordat - in tegenstelling tot bij het lassen met beklede elektrode en het MIG/MAG-lassen - het toevoegmateriaal handmatig toegevoegd moet worden. Er zijn dus doorlopend twee handen nodig.

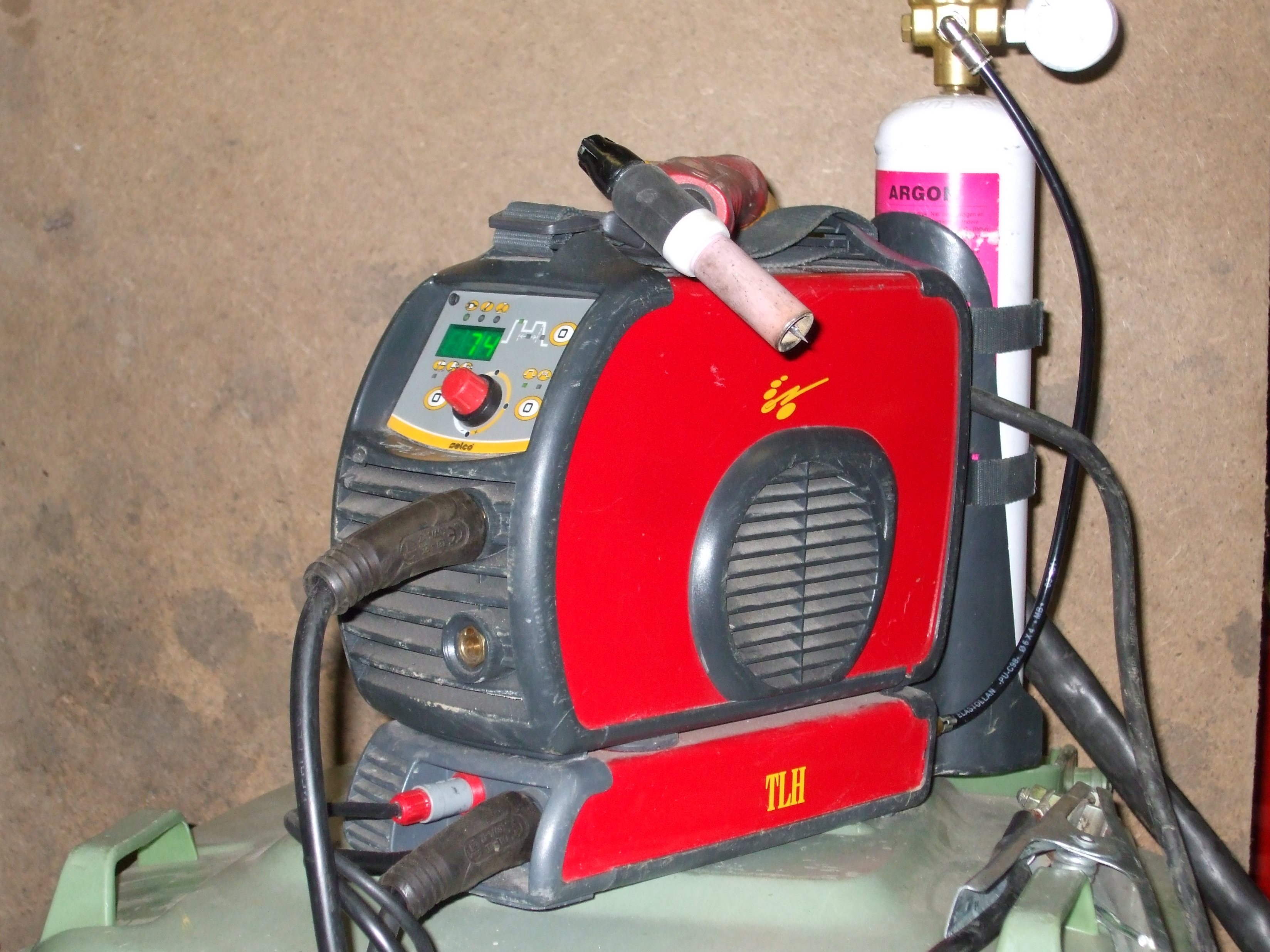
Kleine moderne TIG-lasmachine (150 A)

## Proces
Bij TIG-lassen wordt de warmte verkregen door een kortsluitingsboog te trekken tussen de wolfraamelektrode en het werkstuk. Doorgaans wordt die boog gestart door een kortdurende hoogspanningsontlading; vroeger ontbrak die voorziening bij goedkopere apparaten en moest de boog ontstoken worden door het werkstuk aan te strijken.
Doordat wolfraam een zeer hoge smelttemperatuur heeft (3410 °C), smelt de elektrode niet af. De lasboog bereikt temperaturen van 14.000 °C en de temperatuur van het smeltbad kan oplopen tot 6.000 à 7.000 graden, maar doordat de elektrode negatief is en door de koelende werking van het langsstromende beschermgas, wordt de elektrode veel minder heet dan het werkstuk. Als er met wisselstroom wordt gelast, wordt de elektrode aanmerkelijk heter en vormt zich een bolvormig puntje vloeibaar wolfraam aan het einde van de elektrode. Bij TIG-lassen met wisselstroom bestaat de elektrode uit zuiver wolfraam, omdat eventuele toevoegingen er bij die temperaturen uit zouden dampen.
Als beschermgas wordt meestal argon gebruikt, omdat dat het goedkoopste edelgas is en omdat het ongeveer dezelfde dichtheid heeft als lucht, zodat het niet snel opstijgt of daalt. Soms wordt gelast met helium omdat dat een hogere boogspanning vereist en daardoor een diepere inbranding geeft. Helium is wel duurder en de benodigde toevoersnelheid is ongeveer het dubbele van die van argon. Ook wordt wel met mengsels van helium en argon gewerkt. Soms wordt een klein percentage waterstof aan het argon toegevoegd, omdat dat de oppervlaktespanning van het smeltbad verlaagt en daardoor gladdere lassen geeft.
Metalen die bedekt worden met een oxidelaag zoals aluminium, aluminiumlegeringen, magnesiumlegeringen en aluminiumbronzen worden met wisselstroom gelast, de rest met gelijkstroom. Deze wisselstroom is nodig om te zorgen dat de beschermende oxidelaag van het object wordt 'weggestraald'. Nadeel hiervan is wel dat de wolfraamelektrode daardoor heter wordt en gedeeltelijk smelt, waardoor deze een ronde punt krijgt en een minder smalle las mogelijk is dan bij gelijkstroomlassen met een scherp geslepen elektrode-punt.
Doordat het werkstuk met TIG-lassen hoge temperaturen bereikt door het hete plasma en de lage werksnelheid, is er het risico dat de achterzijde van het werkstuk, als dat aan de lucht blootgesteld wordt, zo heet wordt dat daar verbranding optreedt. Als dat risico bestaat, moet tijdens het lassen die zijde ook worden beschermd met een beschermgas (een z.g. 'backinggas' of 'formeergas'). Omdat de temperaturen daar beduidend lager zijn, kan worden gekozen voor een veel goedkoper beschermgas zoals CO2.

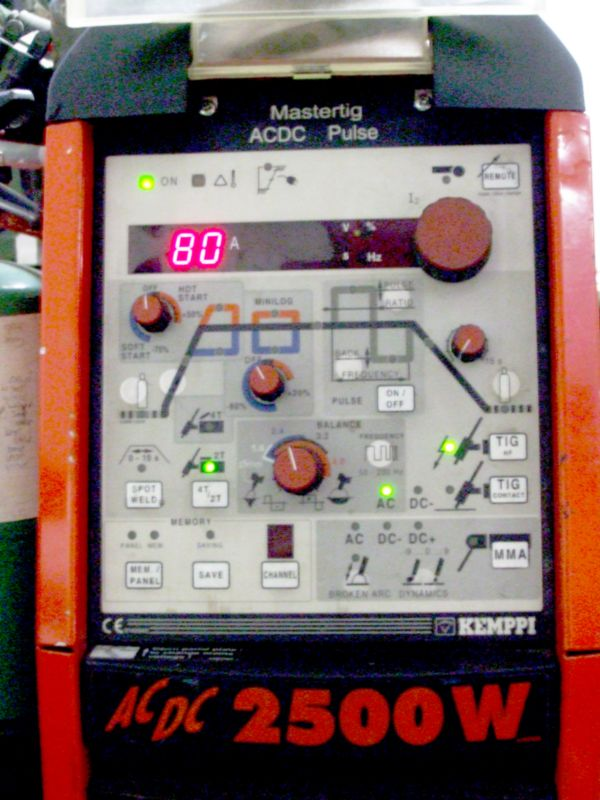
Bedieningspaneel van een machine met veel mogelijkheden

Bij een modern TIG-lasapparaat zijn vele parameters in te stellen, zoals: upslope, warm-/koudstart, 2e las-stroom, pulserend lassen, downslope, gas-nastroomtijd, 2-takt / 4-takt, wissel-/gelijkstroom, frequentieregeling, balansregeling, geheugenplaatsen om lasinstellingen op te slaan.
Andere factoren waarin een keuze gemaakt moet worden: soort beschermgas, soort en diameter elektrode, diameter van de cup of misschien wel een gaslens, Lasbad-ondersteuning en/of backinggas.

## Toepassingen
Het toepassingsgebied van TIG-lassen is vooral hooggelegeerd staal (RVS, roestvast staal) of aluminium. Het wordt ook regelmatig gebruikt voor laaggelegeerd staal met dunne plaatdiktes daar de lassnelheid vrij laag is. Ook wordt hiervoor gekozen waar een hoge laskwaliteit vereist is.
Meestal wordt dit lasproces handmatig gebruikt; het is echter ook mogelijk het te automatiseren, waarbij zowel de lastoorts als het toevoegmateriaal worden bewogen.

## Voor- en nadelen

### Voordelen

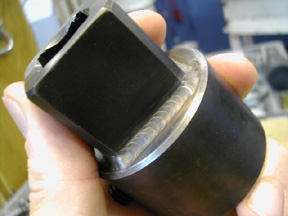
TIG-lasverbinding

- Zeer hoge laskwaliteit. De kans op insluitsels is nagenoeg nihil. Alle lasparameters zijn onafhankelijk van elkaar te optimaliseren.
- Doordat toevoeging van materiaal handmatig gebeurt en onafhankelijk is van de plasmaboog, kan de toevoegsnelheid helemaal vrij bepaald worden. Eventueel kan er ook voor gekozen worden om niets toe te voegen en alleen twee onderdelen van het werkstuk aan elkaar te lassen.
- Het lasproces geeft geen spatten. Dit heeft als voordeel dat de lasser een zeer goed zicht heeft op het smeltbad, maar ook dat er geen lasspatten aan het werkstuk en de omgeving vast smelten.
- Er wordt geen of nauwelijks lasrook geproduceerd. Het is dus een vrij schoon proces. Samen met het feit dat er geen spatten zijn, is het dus zelfs mogelijk 'op de keukentafel' te TIG-lassen.
- Er kan in alle posities gelast worden.
- Feitelijk alle smeltbare metalen kunnen met dit proces gelast worden.

### Nadelen
- Het is een relatief langzaam lasproces. Het is daarom minder geschikt voor werkzaamheden waarbij productietijd van belang is of bij dikke lasnaden.
- Vanwege het gebruik van edelgassen in combinatie met de lage lassnelheid, en omdat er nogal wat regelelektronica nodig is, is het duur.
- Door de zeer grote warmte-inbreng is er een groot risico op kromtrekken van het werkstuk. Het vergt kennis en ervaring van de lasser om hiermee om te gaan.

## Plasmalassen

1. plasma; 2. beschermhuls; 3. beschermgas; 4. elektrode; 5. spuitstuk; 6. plasmaboog

Bij plasmalassen wordt, net als bij het normale TIG-lassen, gebruikgemaakt van een plasma. Het plasma wordt ook hier gevormd door een hoge elektrische spanning te creëren tussen een wolfraamelektrode en het werkstuk, waarlangs een inert beschermgas gevoerd wordt. Door het potentiaalverschil wordt het gas elektrisch geleidend en ontstaat er een plasmaboog tussen elektrode en werkstuk.

Plasmalassen is feitelijk een bijzondere vorm van TIG-lassen.
Verschil met het gewone TIG-lassen is dat bij plasmalassen de elektrode dieper in de lastoorts verborgen blijft, terwijl deze bij TIG-lassen enkele millimeters uitsteekt. Door de vorm van het mondstuk (en ook om de elektrode te koelen) wordt het plasma met hoge snelheid uitgeblazen, waardoor de plasmabundel sterk ingesnoerd kan worden. Daardoor worden nog veel hogere temperaturen bereikt dan met TIG-lassen: Het plasma kan wel 24.000 graden worden. Om het plasma heen wordt apart een beschermgas geblazen, dat nog meer bijdraagt aan het smal houden van de plasmabundel en de bescherming van het werkstuk. Bij TIG-lassen volstaat koeling door het beschermgas, maar bij plasmalassen wordt het mondstuk ook nog met water gekoeld.
Soms wordt gebruikgemaakt van helium of een helium-argonmengsel, voor nog hogere temperaturen en nog smallere insnoering van de plasmabundel.
De verschillende types plasma-lassen zijn:
- Microplasmalassen, tot 15 A. Voor het lassen van zeer dunne plaat en dunne draden (vanaf 0,1 mm)
- Melt-in plasmalassen, 15 tot 200 A. Gelijkwaardig aan het TIG-lassen, maar een stabielere boog, diepere inbranding.
- Keyhole-plasmalassen, boven 100 A. Zorgt voor een grote en diepe inbranding en een hoge lassnelheid.

## Plasmalassen met overgedragen boog (Plasma-Transferred Arc Welding: PTA)
Dit is een bijzondere variant van het plasmalassen. Hierbij heeft het lasapparaat nog een extra kanaal tussen het plasma en het beschermgas in. Door dit kanaal wordt toevoegmateriaal in de vorm van zeer fijn poeder toegevoerd, dat in de plasmaboog smelt en als zeer kleine druppeltjes op het door de plasmaboog gesmolten oppervlak terechtkomt. Het toegevoegde materiaal vormt een laag van 0,6–6 mm boven op het werkstuk.
Dit materiaal kan speciale eigenschappen hebben; vooral extreem slijtvaste of hittebestendige lagen worden op deze manier op werkstukken aangebracht. Doordat het poeder geen deel uitmaakt van het elektrische circuit, kan het ook uit niet-metalen bestaan, bijvoorbeeld keramiek.
Deze methode wordt toegepast bij het coaten van cilinderoppervlakken en turbinebladen.